# 588
588 (DLXXXVIII na numeração romana) foi um ano bissexto do século VI, do Calendário Juliano, da Era de Cristo, as duas letras dominicais foram D e C (53 semanas), teve início a uma quinta-feira e terminou a uma sexta-feira.
| ano completo                           |
| -------------------------------------- |
| Ano bissexto com início à quinta-feira |

## Mortes
- Ella de Deira